# NGC 557
NGC 557 = IC 1703 ist eine linsenförmige Galaxie vom Hubble-Typ SB0/a im Sternbild Walfisch südlich der Ekliptik. Sie ist schätzungsweise 250 Millionen Lichtjahre von der Milchstraße entfernt und hat einen Durchmesser von etwa 130.000 Lj.

Im selben Himmelsareal befinden sich u. a. die Galaxien NGC 535, NGC 538, NGC 541, NGC 547.
Die Typ-I-Supernova SN 1963E wurde hier beobachtet.
Das Objekt wurde am 20. November 1886 von dem US-amerikanischen Astronomen Lewis A. Swift entdeckt und am 27. Oktober 1897 von dem französischen Astronomen Guillaume Bigourdan (als IC 1703 gelistet) wiederentdeckt.